# 오스카 아이작
오스카 아이작(영어: Oscar Isaac, 1979년 3월 9일 ~) 또는 출생명인 오스카 아이작 에르난데스 에스트라다(영어: Óscar Isaac Hernández Estrada)는 과테말라 출생의 미국의 배우이자 가수이다. 2013년 코미디 드라마 영화인 《인사이드 르윈》, 2014년 범죄 드라마 《모스트 바이어런트》, 그리고 2015년 픽션 스릴러 《엑스 마키나》에 출연한 것으로 이름을 알렸다.
2006년 영화 《네티비티 스토리: 위대한 탄생》에서 마리아의 남편인 나자렛의 요셉으로 분했다. 또한 호주 영화 《발리보》에서 동티모르의 전 대통령 조제 하무스 오르타를 연기하여 AACTA 어워드 남우조연상을 수상했다. 다양한 인종과 국적의 캐릭터로 그려지는 아이작은 유럽인, 이집트인, 영국인, 프랑스인, 멕시코인, 동티모르인, 웨일스인, 인도네시아인, 그리스인, 쿠바인, 이스라엘인, 아르메니아인을 연기해 본 경력이 있다.
2015년에는 《스타워즈: 깨어난 포스》에서 X-윙 파일럿인 포 다메론을 연기하였고, 2016년에는 《엑스맨: 아포칼립스》에서 슈퍼빌런 아포칼립스를 연기하였다. 또한 HBO의 대표 미니시리즈 《쇼 미 어 히어로》에서 정치인 닉 웨시코를 연기하였고, 이로 골든 글로브의 미니시리즈 및 텔레비전 영화 남우주연상 부문에서 수상하였다. 2016년 《타임》지에서는 아이작을 연례 타임 100에서 가장 영향력 있는 100인에 선정했다.

## 어린 시절
오스카 아이작 에르난데스 에스트라다는 과테말라에서 과테말라인 어머니인 마리아 유지니아 에스트라다 니콜(María Eugenia Estrada Nicolle)과 쿠바의 흉부 외과 전문의인 오스카 곤살로 에르난데즈카노(Óscar Gonzalo Hernández-Cano) 사이에서 태어났다. 아이작의 외할아버지는 프랑스인이다. 그가 5살 되던 해에 아이작 가족은 미국에 정착하였고, 플로리다주 마이에미에서 자라게 되었다. 아이작은 자신이 "굉장히 기독교적으로" 훈육되었다고 밝혔다.
아이작은 사립 초등학교인 웨스트민스터 크리스천에서 자주 문제를 일으키곤 했다. 그는 인터뷰에서 "전 체육관에서 소화기를 켜서 벽을 엉망으로 만들기도 했어요. 바보같은 짓이었죠."라고 말했다. 아이작은 아이들을 웃기게 만드는 것을 좋아했다. 결국에는 선생님이 책상 주위에 골판지를 둘러 다른 학생들에게서 격리시켰다. 최종적으로 그는 퇴학당했다. 아이작은 마이애미에 위치한 에리어 스테이지 컴퍼니에 들어가, 예술 감독인 존 로베즈의 눈에 들어 연극에 참여하면서부터 본격적인 연기 공부를 시작했다.
그는 또한 마이애미 소재 극장이 연 '서머 쇼츠 쇼트 플레이 페스티벌'에서도 2000년에서 2001년까지 참여했다. 마이애미에 있을 당시 스카 펑크 밴드인 더 브링킹 언더독스(The Blinking Underdogs)에 들어가 리드 기타와 보컬을 맡았다. 밴드의 구성원으로는 닉 스펙 (베이스), 빌 소머 (드럼), 앨런 밀스 (트롬본) 키스 쿠퍼 (색소폰), 맷 라플랜트 (기타)가 있다. 밴드는 그린 데이와 더 마이티 마이티 보스톤스의 오프닝을 여는 등 소소한 성공을 거두었다. 아이작은 음악 활동을 하는 동안 자신이 "스트레이트 엣지" 스타일로 살았다고 말했다. 하지만 저명한 줄리아드 스쿨의 연기 수업을 받으면서부터 음악 활동은 접은 상태가 됐다. 학생으로 있으면서 《벤자민 프로젝트》(2002)에 참여했다. 이후 자신이 2001년부터 2005년부터 드라마 부문(Drama Division)의 그룹 34에 소속되어 있기도 했던 줄리아드 스쿨을 졸업했다.

## 경력
아이작은 1998년 영화 《일타운》에 "불쌍한 소년"역을 맡아 데뷔했다. 다음 작품인 2002년 영화 《벤자민 프로젝트》에서는 잠깐 나오고 말았으며 4년 후 텔레비전 시리즈 《뉴욕 특수수사대》에 출연하는데 성공한다. 아이작은 2006년 영화 《네티비티 스토리: 위대한 탄생》에서 조셉 역으로 분하여 처음으로 주역을 맡았다. 상대역은 키샤 캐슬휴스다. 또한 퍼블릭 시어터의 《로미오와 줄리엣》, 《베로나의 두 신사》에서도 연기했다. 2009년에는 《발리보》에서 조스 라모스혼타 역을 맡아 AACTA어워즈 남우조연상을 수상한다. 체 게바라의 전기 영화인 《체》에는 작은 역을 맡았다. 아이작은 2010년 시대극 《로빈 후드》에서 킹 존을 연기했다. 둘 모두 2011년 9월 상영한 마돈나 감독작 《W.E.》와, 범죄 드라마 《드라이브》에 출연했다, 《텐 이얼즈》에서는 음악가를 연기했다. 영화 내에서 자신의 곡인 〈Never Had〉를 공연하였고, 이 노래와 〈You Ain't Goin Nowhere〉는 영화 사운드트랙에 수록되었다.

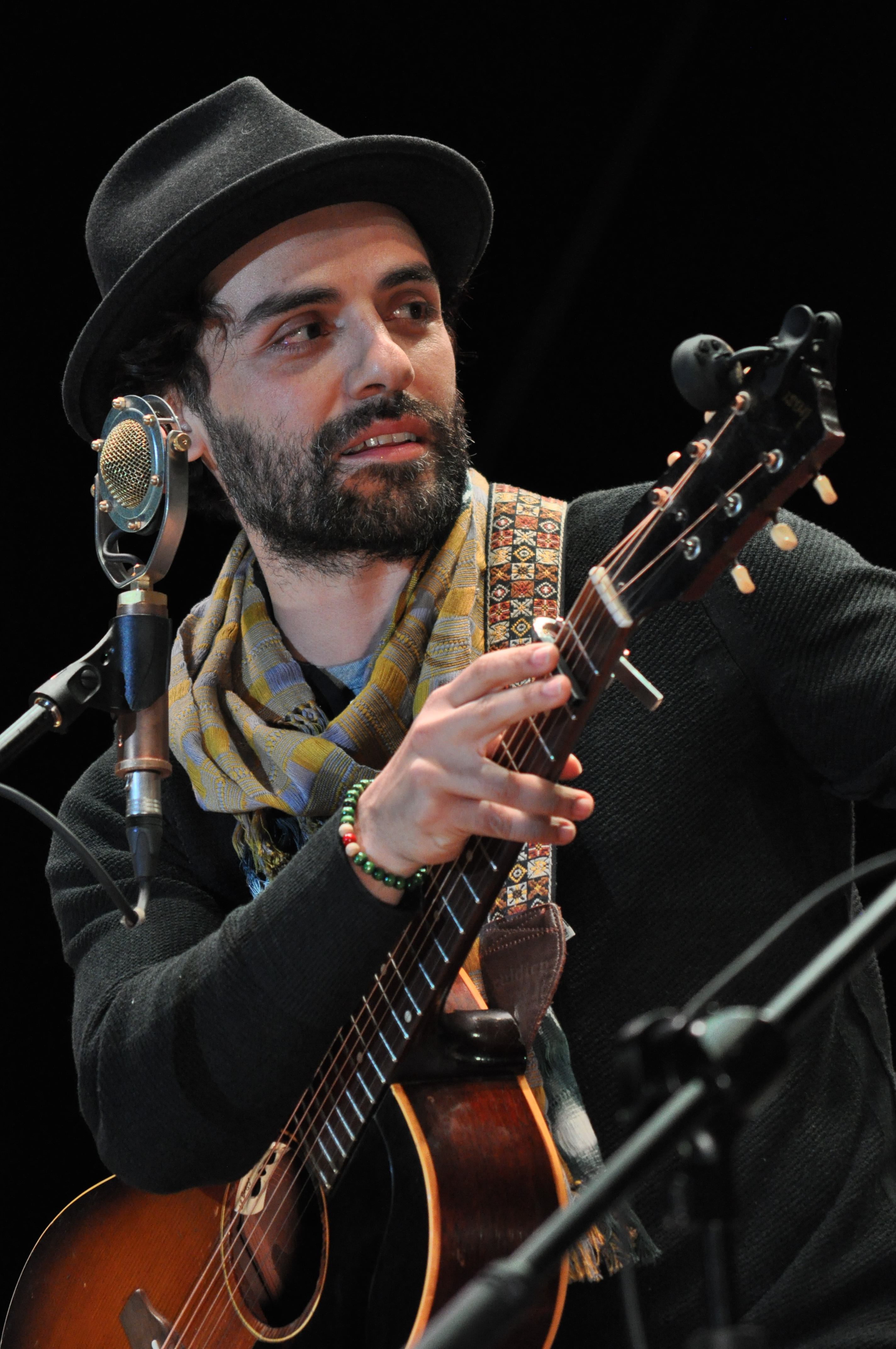
2015년 2월 UFM에서 공연하는 아이작

2013년에 아이작은 코언 형제가 감독한 드라마 코미디 영화 《인사이드 르윈》에서, 1961년의 그리니치빌리지를 배경으로 재능있으나 성공하질 못하는 포크 싱어를 연기했다. 영화는 2013년 칸 영화제에서 그랑프리를 수상한다. 르윈 역을 맡은 아이작은 2014년 골든 글로브 작품상 - 뮤지컬, 코미디 부문에 후보로 올랐다. 제시카 채스테인과 공동 출연한 J.C. 챈더의 감독작 《모스트 바이어런트》에서는 하비에르 바르뎀의 대체 배우로 활동했다. 2015년 아이작은 사이언스 픽션 영화 《엑스 마키나》에서 네이든 햄릿 베이트먼 역을 맡아 출연했고, HBO의 미니시리즈 《쇼 미 어 히어로》에서 정치인 닉 웨시코를 분하여 극찬을 받았다. 2015년 12월 18일 개봉한 《스타워즈: 깨어난 포스》에서는 X-윙 파일럿인 포 다메론을 연기하였다. 후속작인 《스타워즈 에피소드 8》는 2017년 12월 개봉 예정이다. 2015년 아이작은 《더 프로미스》에서 크리스찬 베일과 공동 출연하게 되었다고 발표했다.
2016년 5월 27일 개봉한 《엑스맨: 아포칼립스》에서는 X-맨의 빌런인 아포칼립스를 연기하였다. 2016년 3월 30일에는 소설 《소멸》의 영화화 작품에 출연할 예정이라고 발표했다. 이 영화는 《엑스 마키나》의 감독인 알렉스 칼랜드가 감독하게 되어 그들의 두 번째 협업이 될 수 있다. 그는 또한 코언 형제 각본, 조지 클루니 감독작 《서버비콘》에 출연 예정이다. 이는 《인사이드 르윈》 이후로 코언 형제와의 두 번째 협업이다. 2016년 11월 자신이 주연을 맡은 팟캐스트 시리즈 《홈커밍》의 첫 에피소드가 공개되었다.

## 사생활
아이작은 현재 브루클린 윌리엄스버그에서 자신이 보수한 아파트에서 거주 중이다. 그는 섹스 심벌로 불리고 있다. 또한 《롤링 스톤》지를 비롯한 여러 언론 매체에서 "인터넷의 남자친구"라는 별칭을 가지고 있다. 이러한 별칭에 대해 아이작 자신은 "[인터넷]은 저를 결코 일부일처로 지내게 해주지 않아요. 인터넷이란 건 정말 문란하다구요."라고 말했다. 아이삭은 현재 엘비라 린드(Elvira Lind)와 사귀는 중이다.
그는 기타 연주와 노래에 재능이 있으며, 12살부터 이를 해오기 시작했다. 그는 인터뷰에서 다음과 같이 말했다. "이 모든 게 제대로 돌아가는지는 의문인데, 전 수많은 밴드와 함께 뛰었어요. 전 마치 음악적인 창녀같은 것이죠. 그래서 인디스트리얼 밴드, 하드코어 밴드, 펑크스카 밴드 등 그냥 마구잡이로 밴드에 들어갔어요." 아이작은 또한 이렇게 말했다. "전 기타와 베이스를 맡았습니다. 보컬은 맡지 않았어요. 밴드 하나에서 보컬을 한 적이 있긴한데, 그건 대학 시절 때였죠."

## 참여 작품

### 영화
| 연도 | 제목                                 | 역할                              | 감독                                  | 비고 |
| ---- | ------------------------------------ | --------------------------------- | ------------------------------------- | --- |
| 1998 | 《일타운》                           | 불쌍한 소년                       | 닉 고메즈                             | |
| 2002 | 《벤자민 프로젝트》                  | 프란체스코                        | 케빈 브레이                           | |
| 2004 | 《레니 더 원더 독》                  | 퍼트맨 형사                       | 오렌 골드먼 & 스타브 오즈도바         | |
| 2006 | 《Pu-239》                           | 시브                              | 스콧 Z. 번스                          | |
| 2006 | 《네티비티 스토리: 위대한 탄생》     | 나자렛의 요셉                     | 캐서린 하드윅                         | 무비가이드 영화상 |
| 2007 | 《인 블룸》                          | 마르커스                          | 바딤 페렐만                           | |
| 2008 | 《체 1부 - 아르헨티나》              | 인터프리터                        | 스티븐 소더버그                       | |
| 2008 | 《바디 오브 라이즈》                 | 바삼                              | 리들리 스콧                           | |
| 2009 | 《아고라》                           | 오레스테스                        | 알레한드로 아메나바르                 | |
| 2009 | 《발리보》                           | 조제 하무스 오르타                | 로버트 코놀리                         | AACTA 어워드 남우조연상 후보 선정—호주 비평가 협회 남우조연상 |
| 2010 | 《로빈 후드》                        | 프린스 존                         | 리들리 스콧                           | |
| 2011 | 《써커 펀치》                        | 블루 존스                         | 잭 스나이더                           | |
| 2011 | 《W.E.》                             | 예브게니                          | 마돈나                                | |
| 2011 | 《텐 이얼즈》                        | 리브즈                            | 제이미 린덴                           | |
| 2011 | 《드라이브》                         | 스탠더드 가브리엘                 | 니콜라스 빈딩 레픈                    | |
| 2012 | 《포 그레이터 글로리》               | 빅토리아노 "엘 카토르세" 라미레스 | 딘 라이트                             | 후보 선정—ALMA 어워드 페이브리트 최고의 조연 영화 배우 |
| 2012 | 《리벤지 포 졸리!》                  | 세실                              | 채드 하볼드                           | |
| 2012 | 《본 레거시》                        | 아웃컴 #3                         | 토니 길로이                           | |
| 2012 | 《원트 백 다운》                     | 마이클 페리                       | 다니엘 반즈                           | |
| 2013 | 《인사이드 르윈》                    | 르윈 데이비스                     | 코헨 형제                             | 고섬 독립 영화상 최우수 남자배우상 햄톤즈 국제영화제 브릭스루 퍼포머상 국제 영화 애호가 협회 남우주연상 국제 영화 애호가 협회 최우수 앙상블상 국제 영화 비평가 협회 남우주연상 피닉스 영화 비평가 협회 브릭스루 퍼포머상 샌디에이고 영화 비평가 협회 남우주연상 샌타바버라 국제영화제 – 비르투오소 어워드 토론토 영화 비평가 협회 남우주연상 밴쿠버 비평가 협회 남우주연상 후보 선정—엠파이어상 최우수 남우 신인상 후보 선정—시카고 영화 비평가 협회 남우주연상 후보 선정—조지아 영화 비평가 협회 남우주연상 후보 선정—골든글로브 남우주연상 – 뮤지컬, 코미디 부문 후보 선정—인디펜던트 스피릿 어워드 남우주연상 후보 선정—아이오와 영화 비평가 협회 남우주연상 후보 선정—뉴욕 비평가 협회 남우주연상 (3위) 후보 선정—온라인 영화 비평가 협회 남우주연상 후보 선정—새턴상 남우주연상 |
| 2013 | 《인 시크릿》                        | 로랑 르클레어                     | 찰리 스트레이턴                       | |
| 2014 | 《1월의 두 얼굴》                    | 리달 키너                         | 호세인 아미니                         | |
| 2014 | 《티키 태키》                        | 루시앙                            | 브라이언 페토스                       | 단편 |
| 2014 | 《모스트 바이어런트》                | 아벨 모레이즈                     | J. C. 챈더                            | 전미 비평가 위원회 남우주연상 (마이클 키튼과 동점) 후보 선정—고선 독립영화 남우주연상 후보 선정—워싱턴 D.C. 에리어 영화 비평가 협회 남우주연상 |
| 2015 | 《엑스 마키나》                      | 네이든 햄릿 베이트먼              | 앨릭스 갈랜드                         | 플로리다 비평가 협회 남우조연상 온라인 영화 비평가 협회 남우조연상 샌디에이고 영화 비평가 협회 남우조연상 (2위) 후보 선정—오스틴 영화 비평가 협회 남우조연상 후보 선정—디트로이트 영화 비평가 협회 남우조연상 후보 선정—런던 영화 비평가 협회 올해의 남우조연상 |
| 2015 | 《모하비 사막》                      | 존 "잭" 잭슨                      | 윌리엄 모나한                         | |
| 2015 | 《스타워즈: 깨어난 포스》            | 포 다메론                         | J. J. 에이브람스                      | |
| 2016 | 《엑스맨: 아포칼립스》               | 아포칼립스                        | 브라이언 싱어                         | |
| 2016 | 《라이트닝페이스》                   | 베실 스티트                       | 브라이언 페토스                       | |
| 2016 | 《더 프로미스》                      | 미카엘 포고샨                     | 테리 조지                             | |
| 2017 | 《서버비콘》                         | 루거                              | 조지 클루니                           | |
| 2017 | 《스타워즈: 라스트 제다이》          | 포 다메론                         | 라이언 존슨                           | |
| 2018 | 《서던 리치: 소멸의 땅》             | 케인                              | 알렉스 갈란드                         | |
| 2018 | 《라이프 잇셀프》                    | 윌                                | 댄 포겔맨                             | |
| 2018 | 《스파이더맨: 뉴 유니버스》          | 미겔 오하라                       | 밥 퍼시게티, 피터 램지, 로드니 로스먼 | 애니메이션 |
| 2018 | 《고흐, 영원의 문에서》              | 폴 고갱                           | 줄리안 슈나벨                         | |
| 2019 | 《트리플 프론티어》                  | 산티아고 가르시아                 | J.C. 챈더                             | |
| 2019 | 《아담스 패밀리》                    | 고메즈 아담스 (목소리)            | 콘래드 버넌 그렉 티어넌               | |
| 2019 | 《스타워즈: 라이즈 오브 스카이워커》 | 포 다메론                         | J. J. 에이브럼스                      | |
| 2021 | 《카드카운터》                       | 윌리엄 텔                         | 폴 슈레이더                           | |
| 2021 | 《듄》                               | 레토 아트레이드 공작              | 드니 빌뇌브                           | |
| 2025 | 《프랑켄슈타인》                     | 빅터 프랑켄슈타인                 | 기예르모 델 토로                      | |
| 미정 | 《단테의 손》                        | 닉 토시즈 / 단테 알리기에리       | 줄리언 슈나벨                         | |

### 텔레비전
| 연도 | 제목                | 역할                   | 비고 |
| ---- | ------------------- | ---------------------- | --- |
| 2006 | 《뉴욕 특수수사대》 | 로비 폴슨              | 에피소드 〈The Healer〉 |
| 2015 | 《쇼 미 어 히어로》 | Nick Wasicsko          | HBO 미니시리즈 골든 글로브 남우주연상 – 미니시리즈, TV 영화상 후보 선정—새틀라이트상 남우주연상 – 미니시리즈, TV 영화상 후보 선정—크리틱스 초이스 텔레비전상 남우주연상 미니시리즈, TV 영화상 |
| 2022 | 《문나이트》        | 마크 스펙터 / 문나이트 | |

### 무대
| 연도 | 제목                  | 역할                     | 극장                  | 비고 |
| ---- | --------------------- | ------------------------ | --------------------- | ---- |
| 2005 | 《베로나의 두 신사》  | 프로테우스               | 셰익스피어 인 더 파크 |      |
| 2005 | 《뷰티 오브 더 파더》 | 페데리코 가르시아 로르카 | 맨해튼 시어터 클럽    |      |
| 2007 | 《로미오와 줄리엣》   | 로미오                   | 셰익스피어 인 더 파크 |      |

### 비디오 게임
| 연도 | 제목                           | 성우      |
| ---- | ------------------------------ | --------- |
| 2015 | 《디즈니 인피니티 3.0》        | 포 다메론 |
| 2016 | 《레고 스타워즈: 깨어난 포스》 | 포 다메론 |

### 팟캐스트
| 연도 | 제목        | 역할        |
| ---- | ----------- | ----------- |
| 2016 | 《홈 커밍》 | 월터 크루즈 |

## 수상 경력
- 2007년 무비가이드어워드 그레이스상
- 2009년 AACTA어워즈 남우조연상
- 2013년 햄프톤국제영화제 가장주목할만한 배우상
- 2013년 인터네셔널사인필리어워즈 남우주연상
- 2013년 포닉스비평가협회상 신인상
- 2014년 센디에고비평가협회상 남우주연상
- 2014년 제48회 전미비평가협회상 남우주연상
- 2014년 제29회 산타바바라국제영화제 비어투소상
- 2014년 벤쿠버비평가협회상 남우주연상
- 2014년 토론토비평가협회상 남우주연상
- 2015년 제86회 미국비평가협회상 남우주연상
- 2016년 제73회 골든글로브시상식 TV영화/미니시리즈부문 남우주연상